# Comunità degli italiani di Lussinpiccolo

Villa Perla (già Tarabocchia), sede della comunità degli italiani di Lussinpiccolo

La Comunità degli italiani di Lussinpiccolo (in croato Zajednica Talijana Malog Lošinja ) è il gruppo locale appartenente all'Unione Italiana, che riunisce gli italiani residenti nell'isola di Lussino, in Croazia. Ha sede a Lussinpiccolo, principale località dell'isola di Lussino. Dal 14 luglio 2022, Sanjin Zoretić ricopre la carica di Presidente della Comunità degli Italiani di Lussinpiccolo. Laureato in giurisprudenza presso l’Università di Fiume, è attivo anche come conduttore radiofonico di Radio Lussinpiccolo. 

## Gli italiani dell'isola di Lussino
Le prime rilevazioni sulla "lingua d'uso" della popolazione dei lussini vennero effettuate ai tempi dell'Impero austro-ungarico e - per quanto riguarda i tre comuni dell'isola di Lussino - registrarono la seguente situazione:
| Ossero | Italiani | %     | Croati | %     | Altri | %    | Totale |
| ------ | -------- | ----- | ------ | ----- | ----- | ---- | ------ |
| 1880   | 1.025    | 62,20 | 615    | 37,32 | 8     | 0,49 | 1.648  |
| 1890   | 716      | 37,68 | 1.143  | 60,16 | 41    | 2,16 | 1.900  |
| 1900   | 1.588    | 77,20 | 462    | 22,46 | 7     | 0,34 | 2.057  |
| 1910   | 1.692    | 75,37 | 541    | 24,10 | 12    | 0,53 | 2.245  |

| Lussingrande | Italiani | %     | Croati | %     | Altri | %     | Totale |
| ------------ | -------- | ----- | ------ | ----- | ----- | ----- | ------ |
| 1880         | 737      | 31,52 | 1.518  | 64,93 | 83    | 3,55  | 2.338  |
| 1890         | 897      | 38,93 | 1.270  | 55,12 | 137   | 5,95  | 2.304  |
| 1900         | 437      | 19,83 | 1.627  | 68,22 | 285   | 11,95 | 2.385  |
| 1910         | 873      | 35,44 | 1.169  | 47,46 | 421   | 17,09 | 2.463  |

| Lussinpiccolo | Italiani | %     | Croati | %     | Altri | %    | Totale |
| ------------- | -------- | ----- | ------ | ----- | ----- | ---- | ------ |
| 1880          | 2.746    | 34,60 | 4.947  | 62,33 | 244   | 3,07 | 7.937  |
| 1890          | 3.308    | 43,33 | 4.124  | 54,02 | 202   | 2,65 | 7.634  |
| 1900          | 5.725    | 77,91 | 1.347  | 18,33 | 276   | 3,76 | 7.348  |
| 1910          | 5.023    | 59,87 | 2.579  | 30,74 | 788   | 9,39 | 8.390  |

La forte oscillazione dei dati rende evidente come per molti lussignani la scelta di dichiarare l'uso di una lingua o di un'altra fosse indifferenziata.
L'esodo giuliano dalmata modificò radicalmente tali percentuali, anche se i dati dei censimenti jugoslavi continuarono a rilevare ancora per qualche anno una forte percentuale di italiani nel comune di Cherso-Lussino:
| Cherso-Lussino | Italiani | %     | Croati | %     | Altri | %     | Totale |
| -------------- | -------- | ----- | ------ | ----- | ----- | ----- | ------ |
| 1945           | 5.502    | 31,44 | 11.924 | 68,14 | 24    | 0,14  | 17.499 |
| 1948           | 6.434    | 43,12 | 8.358  | 56,01 | 8     | 0,05  | 14.922 |
| 1953           | 626      | 5,00  | 11.430 | 91,38 | 40    | 0,32  | 12.508 |
| 1961           | 213      | 1,78  | 11.089 | 92,76 | 43    | 0,36  | 11.954 |
| 1971           | 184      | 1,84  | 8.790  | 88,00 | 1.015 | 10,16 | 9.989  |
| 1981           | 93       | 0,90  | 7.948  | 76,71 | 2.320 | 22,39 | 10.361 |
| 1991           | 256      | 2,17  | 8.917  | 75,59 | 2.623 | 22,24 | 11.796 |
| 2001           | 290      | 2,09  | 12.944 | 93,32 | 637   | 4,59  | 13.871 |
| 2011           | 340      | 2,45  | 11.964 | 86,23 | 1.570 | 11,31 | 13.874 |

NB Nella tabella sono riportati i dati di chi si autodefinisce «di nazionalità italiana». I numeri relativi agli italofoni sono sempre maggiori, in ogni rilevazione.
Gli italiani esodati dal comune di Lussinpiccolo fondarono in Italia la Comunità di Lussinpiccolo: una delle varie associazioni degli esuli giuliano-dalmati.

## La prima associazione degli italiani: il Circolo italiano di cultura

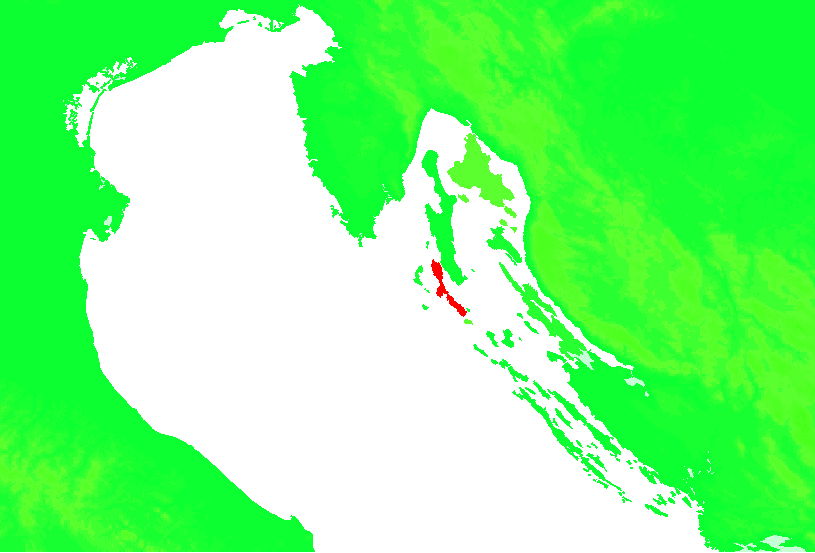
Evidenziata in rosso, l'isola di Lussino

Nell'ultimo periodo della seconda guerra mondiale, le costituende nuove autorità jugoslave si preoccuparono di creare un'associazione (chiamata "Unione degli Italiani dell'Istria e di Fiume" - UIIF) con lo scopo iniziale di appoggiare la richiesta di annessione della Venezia Giulia e di Zara alla Jugoslavia e successivamente di controllare politicamente la minoranza nazionale italiana.
Esclusa qualsiasi autonomia politica, venne lasciata agli italiani la possibilità di fondare nelle varie località di insediamento dei "circoli di cultura", all'interno dei quali sviluppare una serie di attività associative in gran parte legate al folclore: fu così che nel 1948 nacque il "Circolo italiano di cultura" di Lussinpiccolo come articolazione dell'UIIF: nel periodo a ridosso del crollo della Jugoslavia federale e della dichiarazione di indipendenza della Slovenia e della Croazia, il nome dell'UIIF verrà cambiato in Unione Italiana, così come le sue articolazioni locali diverranno "Comunità degli Italiani".
Il cambiamento del nome sottintese anche una profonda cesura con la storia precedente, ed una modifica dello scopo complessivo dell'associazione, che fra l'altro intendeva assumere la rappresentanza "politica" degli italiani della Jugoslavia  (e successivamente dei suoi stati successori) nei confronti delle istituzioni pubbliche locali e nazionali e della maggioranza slovena o croata.
La situazione delle contigue isole di Cherso e Lussino era però del tutto particolare. La stessa creazione di un'associazione che riunisse gli italiani della Jugoslavia, mentre era prevista per le zone dell'Istria e di Fiume, a Cherso e a Lussino era solamente "tollerata", essendo ondivaga l'idea dell'esistenza di una minoranza italiana in quelle isole: a causa dell'elevato numero di abitanti che portavano un cognome di ascendenza slava o conoscevano sia l'italiano che il croato, questi venivano considerati "etnicamente croati", sia pure "incidentalmente italiani", di conseguenza le autorità croate svilupparono una fortissima pressione assimilatrice. 
Oltre a ciò, proprio in quegli anni oltre il 90% degli italiani scelse di andarsene. All'interno di questo quadro, nel 1952 l'allora ispettore generale del ministero dell'istruzione croato - Anton Peruško - emanò un decreto che impose l'immediato trasferimento nelle scuole croate di tutti gli scolari considerati di famiglia originaria croata. La storia plurisecolare delle scuole italiane di Lussino venne perciò troncata: vennero via via chiuse le tre scuole elementari "Martinolich" di Lussino (137 alunni nell'anno scolastico 1951/1952), la sezione periferica di Neresine (20 alunni) e quella di Ossero (18 alunni), e licenziati gli insegnanti. Negli stessi anni venne chiuso lo storico Liceo Nautico di Lussinpiccolo, che aveva dato per secoli lustro alla marineria locale e nel quale avevano fra l'altro studiato Agostino Straulino e Niccolò Rode.
Alla fine degli anni cinquanta anche il Circolo di cultura - che più che altro aveva svolto delle modeste attività ricreativo/culturali - venne chiuso e per oltre trent'anni non si sentì più parlare di un'organizzazione degli "italiani di Lussino".

## Dal Circolo di Cultura alla Comunità degli italiani
Uno degli effetti secondari del disfacimento della Jugoslavia socialista fu il riaffioramento di molti italiani precedentemente "sommersi". Molti appartenenti alla minoranza che precedentemente non osavano nemmeno dichiararsi "di madrelingua italiana" al censimento presero nuovo coraggio: il loro numero fra il 1981 e il 1991 quasi raddoppiò, allo stesso modo di coloro i quali si dichiararono "di nazionalità italiana". Vennero anche create delle nuove comunità degli italiani in varie località croate.
A partire dal 1990 ripresero alcune attività della locale minoranza, e grazie all'impegno di un gruppo di italiani, guidato da Edoardo Cavedoni e Stelio Cappelli - ultimo presidente del Circolo italiano di cultura - anche a Lussinpiccolo venne rifondata un'associazione degli italiani. Essendo stata cambiata negli anni settanta la denominazione di questo tipo di associazioni in Jugoslavia da "Circoli italiani di cultura" a "Comunità degli italiani", quest'ultimo fu quindi il nome che assunse il nuovo gruppo di Lussinpiccolo, che rinacque come articolazione locale dell'Unione Italiana. Al censimento del 1991, considerando i comuni di Cherso e Lussino gli italiani quasi triplicarono.
Le attività della Comunità furono da sempre condotte fra mille difficoltà: mancando una sede sociale, i soci si riunirono per anni vuoi nei locali di un'agenzia turistica, vuoi presso le abitazioni o le sedi di lavoro di diversi lussignani, fino a quando nel 1995 si ricevette in usufrutto un ambiente di 36 metri quadrati all'interno della locale Casa della Cultura; per avere una piccola biblioteca in lingua italiana si dovette aspettare una donazione degli esuli lussignani di Trieste e dei Rotary Club di Pordenone e di Milano.

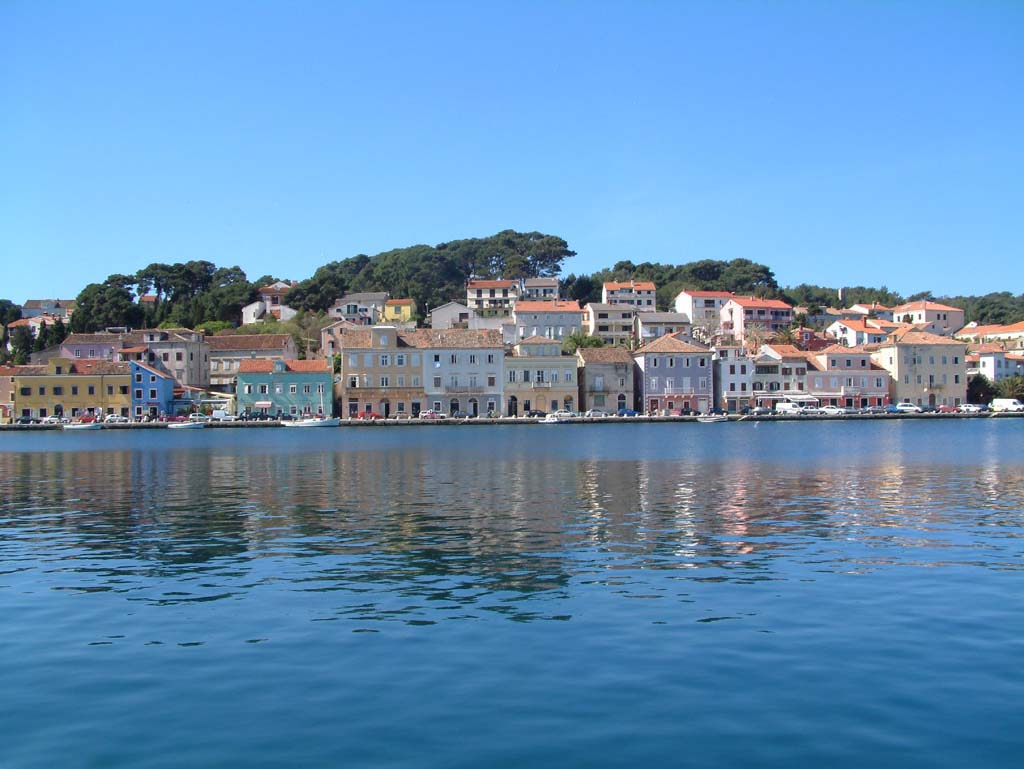
Veduta del porto della località di Lussinpiccolo

Fin dai primi anni si cercò di recuperare un certo interesse per l'italiano, che da un uso plurisecolare come lingua comune per il commercio (anche nella forma del dialetto veneto-dalmata locale, che tradizionalmente era considerato "lingua italiana" anche dai rilevatori dei censimenti austroungarici) era praticamente sparito: vennero quindi organizzati dei corsi di lingua, che si ripeterono negli anni anche grazie agli aiuti dell'Università Popolare di Trieste. Le lezioni riscossero un tale successo da esser ripetute più e più volte, sia a Lussinpiccolo che nella località di Neresine. 
Ai corsi di lingua si accompagnarono per un certo periodo delle lezioni di vela tenute da un lussignano di lingua italiana. All'interno della Comunità si riuscì a creare un coro di piccoli cantori, che fra l'altro ripropose alcune tradizionali canzoni dialettali lussignane, presentate al Festival per la canzone per l'infanzia organizzato annualmente dall'Unione Italiana. A partire dalla metà degli anni novanta, la stazione radiofonica locale di Lussinpiccolo dedicò un'ora settimanale ad una trasmissione in lingua italiana, animata dai locali attivisti della Comunità.
A seguito dello sviluppo delle diverse attività, ben presto la Comunità degli Italiani di Lussinpiccolo ha dovuto misurarsi con diverse difficoltà logistiche: gli spazi troppo angusti impedivano l'accesso alla sede e lo svolgimento di più attività in contemporanea. Nel frattempo prese forma l'idea di creare un asilo in lingua italiana, concreto momento di rinascita del secolare insegnamento in tale lingua, bruscamente interrotto dalle autorità jugoslave.
Dopo una lunga ricerca e notevoli difficoltà di ordine economico e burocratico, il 18 giugno 2011 - alla presenza del ministro per i beni culturali Giancarlo Galan, dell'ambasciatore italiano in Croazia Alessandro Pignatti Morano di Custoza e del sindaco di Lussinpiccolo Gari Cappelli - la comunità degli italiani di Lussinpiccolo ha quindi inaugurato la propria nuova sede di Villa Perla, acquistata grazie ai contributi della Repubblica Italiana ed intestata all'Unione Italiana.
All'interno di Villa Perla, il 1º settembre 2011 - oltre cinquant'anni dopo la chiusura delle scuole italiane - è stata inaugurata la sezione italiana dell'asilo croato "Cvrčak" (Cicala), che occupa l'intero primo piano dell'edificio. Le iscrizioni all'asilo italiano si sono mantenute negli anni fra le 10 e le 15: mancando però di educatrici madrelingua, le classi sono state affidate a maestre croate opportunamente formate a parlare italiano.
Grazie agli spazi finalmente adeguati, all'interno della sede della Comunità sono state organizzate varie attività: fra queste - grazie al materiale proveniente dalla famiglia Luzzatto Fegiz - una mostra sulla storia di Villa Perla e gli armatori Tarabocchia (2012) e la mostra del pittore Adam Marušić Zara e il paesaggio dalmata (2012).

## Le attribuzioni della minoranza italiana di Lussinpiccolo
Dopo un lungo periodo in cui legislativamente non esistette alcuna forma di riconoscimento ufficiale a Lussinpiccolo per la minoranza italiana, il 13 luglio 2009 il consiglio comunale cittadino ha promulgato il nuovo statuto. In base ad esso, recependo precedenti statuizioni di carattere statale e regionale, la minoranza italiana ha il diritto di partecipare alla vita pubblica e alla gestione degli affari locali per il tramite del Consiglio delle minoranze nazionali (Vijeća nacionalnih manjina) attraverso un proprio specifico rappresentante, eletto dagli appartenenti alla minoranza iscritti nelle apposite liste elettorali. 
Gli eletti fino al 2014 sono sempre appartenuti alle liste approntate dall'Unione Italiana, in collaborazione con le Comunità degli Italiani interessate. Il Consiglio delle minoranze di Lussinpiccolo e i rappresentanti delle stesse possono proporre al consiglio comunale dei provvedimenti per migliorare la propria condizione e possono nominare i propri delegati negli organi comunali o dal comune dipendenti, ove sia prevista la presenza di un rappresentante della minoranza. Oltre a ciò, hanno il diritto di essere informati su qualsiasi discussione del consiglio comunale in tema di minoranze. Il sindaco è tenuto - a norma di statuto - ad adire i rappresentanti delle minoranze per ogni atto riguardante le stesse.

## Cariche sociali e soci
I presidenti della comunità degli italiani dalla sua rifondazione sono stati:
- Stelio Cappelli (1990-1994)
- Noyes Piccini Abramić (1994-2006)
- Anna Maria Saganić (2006-2022)
- Sanjin Zoretić (dal 2022)

I soci con diritto di voto sono 525 e i soci sostenitori 84 (dati CIL 2025), un numero significativamente superiore a quello degli italiani rilevati dai censimenti più recenti.